# 窪塚愛流
窪塚 愛流（、2003年10月3日 - ）は、日本の俳優。神奈川県出身。テンカラット所属。

## 略歴
父である俳優の窪塚洋介が豊田利晃監督の映画『プラネティスト』に出演することになり撮影現場で見学していたところ、豊田利晃監督からスカウトを受け『泣き虫しょったんの奇跡』のオーディションを受けて合格、松田龍平の少年時代でデビュー。
2021年4月18日、テレビドラマ『ネメシス』の第2話にゲスト出演し、テレビドラマ初出演。同年10月期TBS系よるおびドラマ『この初恋はフィクションです』で初めて連続ドラマにレギュラー出演。
2022年1月、テレビドラマ『ファイトソング』でゴールデンプライムタイムの連続ドラマに初めてレギュラー出演。同年11月10日、第39回ベストジーニスト 次世代部門を受賞。
2024年5月17日公開の映画『ハピネス』で蒔田彩珠とダブル主演を務め、映画初主演。同年9月17日から29日までスパイラルホール、10月4日から6日、近鉄アート館にてそれぞれ行われた舞台『ボクの穴、彼の穴。W』で舞台初出演。

## 人物
- 父は窪塚洋介。叔父は窪塚俊介とRUEED[1]。

## 出演

### 映画
- 泣き虫しょったんの奇跡（2018年9月7日公開、東京テアトル） - 瀬川晶司（中学時代） 役[10]
- 麻希のいる世界（2022年1月29日公開、シマフィルム）- 井波祐介 役[11]
- 少女は卒業しない（2023年2月23日公開、クロックワークス） - 佐藤駿 役[12]
- 劇場版 君と世界が終わる日に FINAL（2024年1月26日公開、東宝） - 藤丸礼司 役[13]
- 愛のゆくえ（2024年3月1日公開、パルコ） - 伊藤宗介 役[注 1][14][15]
- ハピネス（2024年5月17日、バンダイナムコフィルムワークス） - 主演・国木田雪夫 役（蒔田彩珠とダブル主演）[8][16]
- 恋を知らない僕たちは（2024年8月23日、松竹） - 別所直彦 役[17]
- 大きな玉ねぎの下で（2025年2月7日、東映） - 府川大樹 役[18]
- THE KILLER GOLDFISH（2025年5月、堤幸彦監督）[19]
- こんな事があった（2025年9月13日公開予定、イーチタイム） - 真一 役[20]
- 次元を超える TRANSCENDING DIMENSIONS（2025年10月17日公開予定、スターサンズ） - 声の出演[21]

### テレビドラマ
- ネメシス 第2話（2021年4月18日、日本テレビ） - 神谷樹 役[4]
- あのときキスしておけば 第3話 - 最終話（2021年5月14日 - 6月18日、テレビ朝日） - 田中優太郎 役[22]
- この初恋はフィクションです（2021年10月12日 - 12月17日、TBS） - 田野来玖 役[5]
- ファイトソング（2022年1月11日 - 3月15日、TBS） - 俊哉 役[6]
- OTHELLO（2022年7月25日 - 10月10日、朝日放送テレビ） - 有坂徹 役[23]
- ばかやろうのキス（2022年8月6日 - 9月3日、日本テレビ） - 入江勇吾 役[24]
- 差出人は、誰ですか?（2022年10月11日 - 12月16日、TBS） - 馬場浩人 役[25][26]
- 最高の生徒〜余命1年のラストダンス〜 第1話（2023年7月15日、日本テレビ） - 栖原竜太郎 役[27]
- 最高の教師 1年後、私は生徒に■された（2023年7月15日 - 9月23日、日本テレビ） - 栖原竜太郎 役[28][29]
- あたりのキッチン!（2023年10月14日 - 12月23日、東海テレビ・フジテレビ） - 中江清正 役[30][31]
- 藤子・F・不二雄 SF短編ドラマ シーズン2「じじぬき」（2024年5月12日、NHK BS）[32]
- 顔に泥を塗る（2024年7月13日 - 9月21日、テレビ朝日） - 柚原蒼汰 役[33]
- 御上先生（2025年1月19日 - 3月23日、TBS） - 次元賢太 役[34][35]
- 夜ドラ  あおぞらビール（2025年6月16日 - 、NHK総合） - 主演・森川行男 役[36]

### 配信ドラマ
- SEIKAの空（2021年5月29日 - 6月12日、TELASA） - 紅リコピン 役[37]
- 神様のえこひいき（2022年3月19日 - 4月9日、Hulu）- 七原ケンタ 役[38]
- 最高の生徒 3年後の僕たちは 第3話（2023年8月9日、Tver） - 栖原竜太郎 役
- 拝啓、大人になる貴方へ（2023年9月23日・30日、Hulu） - 栖原竜太郎 役[39]

### 舞台
- ボクの穴、彼の穴。W（2024年9月17日 - 29日、スパイラルホール / 10月4日 - 6日、近鉄アート館）[9][40]

### テレビ番組
- シャカレキ! 〜社会歴史研究部〜（2022年4月2日 - 2024年3月30日、日本テレビ） - 利寺シイ 役
- めざましテレビ（2024年9月3日・10日・17日・24日〈予定〉、フジテレビ） - マンスリーエンタメプレゼンター[41]

### 広告
- 青山商事株式会社「THE SUIT COMPANY」篇（2020年10月）
- ギャップジャパン株式会社「GAP SPRING’2」（2021年3月）
- NTTドコモ「Quadratic Playground」（2021年9月）

### プロモーションビデオ
- Uru「ファーストラヴ」（2021年）
- DREAMS COME TRUE 「大阪LOVER - special edition for USJ」 DREAMS COME TRUE 35th Anniversary UNIVERSAL STUDIO JAPAN(2024年)

## 書籍

### 写真集
- 窪塚愛流 1st写真集『Lila』（2025年3月5日、小学館）ISBN 978-4-0968-2474-0[42][43]

## 受賞歴
2022年
- 第39回ベストジーニスト 次世代部門